# WATCHCON
WATCHCON (acrónimo de Watch Condition, o "Condición de vigilancia") es un sistema de estados de alerta usado y coordinado entre las Fuerzas Armadas de Corea del Sur y el Departamento de Defensa de los Estados Unidos para medir la postura de reconocimiento, utilizado con frecuencia en asuntos relacionados con Corea del Norte.

## Estados
Hay cuatro estados WATCHCON.
- WATCHCON 4 se refiere a la situación normal en tiempos de paz.
- WATCHCON 3 se refiere a indicios de una amenaza importante.
- WATCHCON 2 se refiere a indicios de una amenaza vital.
- WATCHCON 1 se refiere a la situación de guerra.